# 차오호

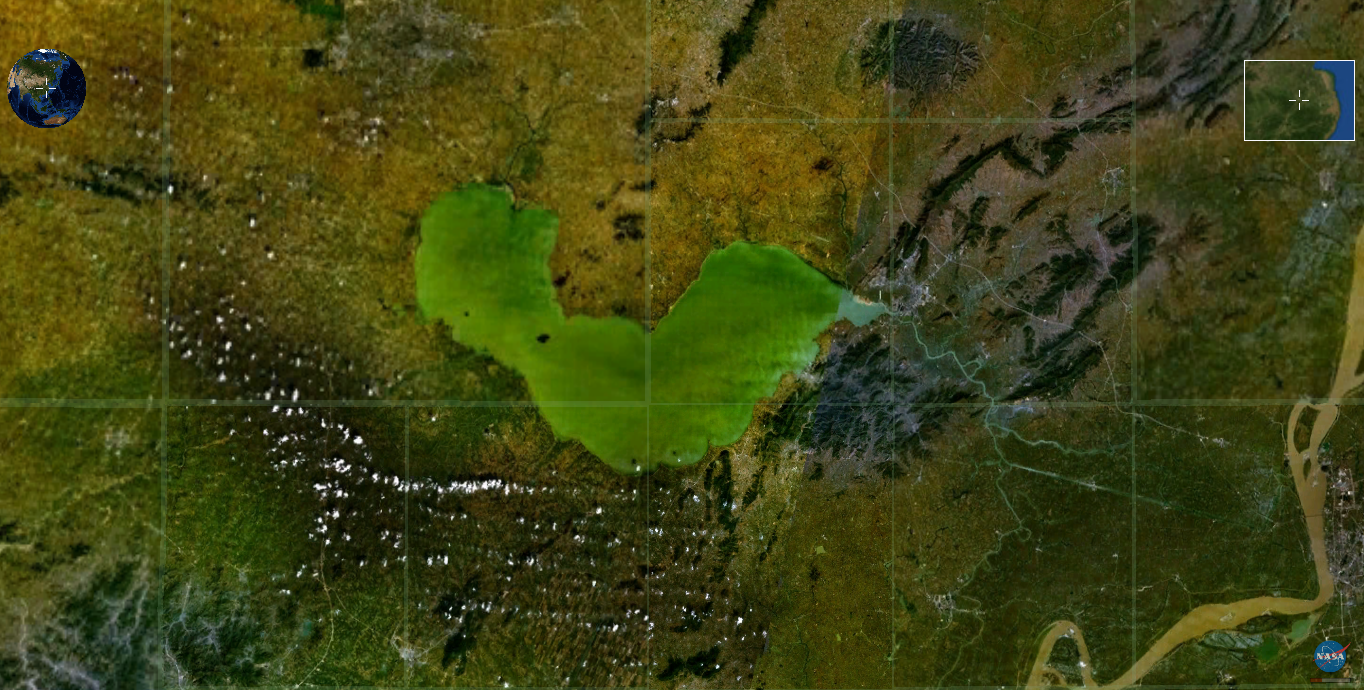
차오 호

차오 호(소호, 중국어: 巢湖, 병음: Cháo Hú)는 중화인민공화국 안후이성에 있는 큰 담수호이다. 안후이성 중부의 허페이시·루안시에 걸치지만 수역의 대부분은 허페이시의 차오후시에 속한다. 장강 수계의 담수호로 면적은 778km2로 중국의 담수호 중에서 5번째로 크다.

## 지형
차오 호 북쪽은 차오후 평원(巣湖平原)이 펼쳐져 있고 허페이 시 등의 대도시도 여기에 있다. 차오 호의 남동쪽에는 남서쪽에서 북동쪽 방향으로 뻗어 있는 구릉지대가 있어 장강 연안의 평야와의 경계를 이룬다.
차오 호에는 허페이 시내를 흐르는 페이허(淝河) 등 많은 하천이 흘러들고 있다. 물의 출구는 호수의 동단의 차오후 시가를 흐르는 위시허(裕渓河)로 구릉지대를 빠져나와 동쪽으로 흐르다가 우후 시의 대안에서 장강과 합류하고 있다. 차오 호에는 섬이 있어 경승지가 되고 있다. 그 중에서도 호수의 중심에 있는 무산 도(姥山島)가 차오 호 최대의 섬이며, 그 면적은 0.86km2, 최고점의 높이는 해발 115m이다.
차오 호에는 몇 개의 단층대가 만나는 곳에 있다. 가장 큰 것은 중국의 동부를 남북으로 달리는 탄루 단층대로 산둥성의 탄청 현과 차오후 시의 루장 현으로부터 이름 붙여진 것이다. 이 단층대의 북부에서 1976년에 탕산 지진이 일어났다.

## 이용과 오염
호수의 주위에는 500만 명이 살아, 관개·음용·어업·수운 등에 이용하고 있다. 뱅어, 새우, 게는 차오 호의 "3대 진미"로 불리고 주변은 "어미지향"으로서 곡물과 수산물의 혜택을 받아 왔다.
그러나 1980년대 이후의 경제 발전에 의해 환경 파괴가 진행되었다. 부영양화와 해초류의 대량 발생, 쓰레기의 산란, 수질오염, 상류로부터의 토사의 퇴적등 이 심각한 문제가 되어 있다.